# 第17師團
第17師團（Dai-ju-nana Shidan） 是日本皇軍中的1個步兵師團。其通稱號 是月兵團（Tsuki heidan） 。

## 歷史
第17師圑於1907年11月在姬路市，同時成立的還有第18師團。從1915年至1927年，該師團被部署在滿洲 。在第一次世界大戰期間，該師團攻擊德國在中國的地盤，及參與西伯利亞出兵。
然而，在1925年，第17師團成為在加藤孝明當政時，由防衛大臣宇垣一成因節省軍費而被解散的4個師團之1。
第17師團在1938年4月重新編成參與第二次中日戰爭，並成為支那派遣軍的一部分參加 武漢會戰 。
在1943年被派往南方軍，然後被轉移到新不列顛，總部設在拉包爾的第8方面軍。該師團的殘餘在1945年8月太平洋戰爭結束後在新不列顛向美軍投降。
在歷史上第17師團有一些較值得注意的指揮官包括一戶兵衛 、本鄉房太郎和 酒井康。

## 組織
遣编时编制
第17師團
- 第20旅团				
  - 步兵第53联队
  - 步兵第71联队
- 第34旅团
  - 步兵第54联队
  - 步兵第68联队
- 骑兵第17联队
- 野战炮兵第17联队
- 工兵第17联队
- 辎重第17联队

重组时编制[1937年]
第17師團
- 第20旅团				
  - 步兵第53联队
  - 步兵第71联队
- 第34旅团
  - 步兵第54联队
  - 步兵第68联队
- 第2混合步兵旅
- 第6混合步兵旅
- 骑兵第17联队
- 山地第23联队
- 工兵第17联队
- 辎重第17联队